# نسما للطيران
نسما للطيران عضو مجموعة شركات نسما القابضة في المملكة العربية السعودية، وهي ناقل رسمي في دولتين: المملكة العربية السعودية وجمهورية مصر العربية. تقوم نسما للطيران بتشغيل رحلات مجدولة داخل المملكة العربية السعودية، علاوة على رحلات إقليمية دولية. نسما للطيران بدأت بالتحليق في الجو رسميا في يونيو 2010م.
نسما للطيران يوجد لديها شركتين طيران الأولى تقع في السعودية مركزها حائل، والثانية في مصر مركزها القاهرة. وتوفر نسما للطيران خيارين للطيران، وهما درجة الأعمال والدرجة السياحية.
تتبع نسما للطيران لشركات نسما القابضة وهي شركة سعودية ذات ملكية خاصة تم تأسيسها عام 1979م، مقرها الرئيسي في مدينة جدة، ولها فروع في مدن المملكة الرئيسية، يمتد نشاط الشركة إلى كل من مصر وتركيا والإمارات العربية المتحدة، علاوة على عدد من المكاتب التمثيلية في كل من الصين وكوريا الجنوبية والمملكة المتحدة والولايات المتحدة الأمريكية. رئيس نسما القابضة هو صالح التركي.

## تاريخها
بدأت بالتحليق في الجو رسميا في يونيو 2010.
أول رحلة طيران تجارية للشركة كانت في 18 يوليو 2010 من مطار الغردقة الدولي إلى ليوبليانا و للشركة نسما للطيران شقين من النشاط، إحداهما يتضمن تسيير رحلات بشكل عارض من العديد من دول أوروبا إلى وجهات مصر السياحية، والآخر هو نشاط تجاري منتظم بين عدد من مطارات مصر و مطارات السعودية.,.
مواصلة لنجاحاتها، فقد سيرت نسما للطيران أول رحلاتها إلى السعودية في 24 يونيو 2011 إلى تبوك والطائف.
قامت نسما للطيران بتشغيل الرحلات الداخلية داخل السعودية في 27 أكتوبر 2016 . المطار الرئيسي لتشغيل عمليات نسما للطيران في السعودية هو مطار حائل الدولي.
في 21 نوفمبر 2016 قامت نسما للطيران بتسيير خط رحلات بين الوجهات، جدة والرياض و الدمام وحائل. هذه الرحلات تتضمن ست رحلات بين جدة والرياض ورحلتان بين جدة والدمام يوميا، بالإضافة لرحلة واحدة يومية لحائل. هذه الرحلات تستخدم الطائرات الجديدة بالأسطول وهما A320 و A321 اللتان تم إستئجارهما مؤخراً ضمن الإتفاق مع طيران سمول بلانت.

## الوجهات
اعتبارا من 2016, رحلات نسما للطيران المجدولة تشمل:
- مصر
  - القاهرة – ميناء القاهرة الجوي (قاعدة عمليات)
  - الإسكندرية – مطار برج العرب الدولي
  - أسيوط – مطار أسيوط الدولي
  - سوهاج- مطار سوهاج الدولي
- السعودية
  - أبها - مطار أبها الدولي
  - ينبع – مطار الأمير عبد المحسن بن عبد العزيز
  - حائل – مطار حائل الدولي (قاعدة عمليات)
  - الطائف – مطار الطائف الدولي
  - تبوك – مطار الأمير سلطان بن عبد العزيز الإقليمي
  - جدة – مطار الملك عبد العزيز الدولي (قاعدة عمليات)
  - القصيم – مطار الأمير نايف بن عبد العزيز الدولي
  - جازان – مطار الملك عبد الله الإقليمي
  - الجوف - مطار الجوف
  - رفحاء - مطار رفحاء
  - طريف - مطار طريف
  - القريات - مطار القريات
  - عرعر - مطار عرعر
  - المدينة المنورة - مطار الأمير محمد بن عبدالعزيز الدولي
  - القيصومة - مطار حفر الباطن بالقيصومة
  - الرياض - مطار الملك خالد الدولي
  - الدمام - مطار الملك فهد الدولي
- العراق
  - بغداد - مطار بغداد الدولي
- البوسنة والهرسك
  - سراييفو - مطار سراييفو الدولي

## الأسطول
يتألف أسطول نسما للطيران اعتبارا من يونيو 2016 على الطائرات التالية:

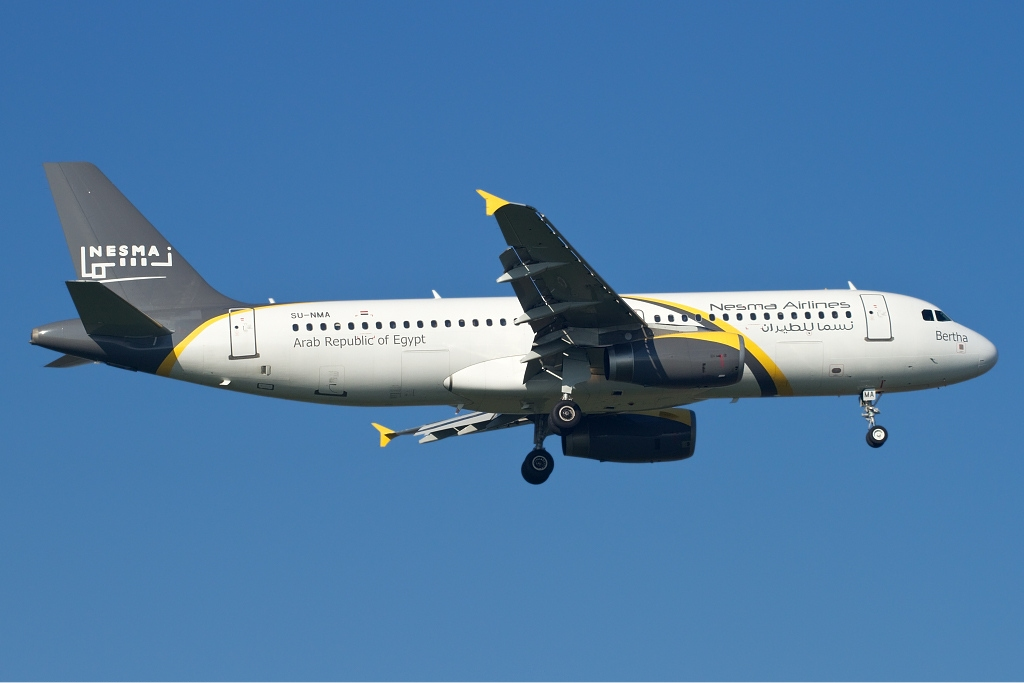
نسما للطيران إيرباص A320 Bertha

### اسطول نسما للطيران - مصر[12]
متوسط عمر أسطول نسما للطيران (مصر) هو 13.7 سنة.

### اسطول نسما للطيران - السعودية
متوسط عمر أسطول نسما للطيران (السعودية) هو 5.4 سنة.